# Mirón de Priene
Mirón de Priene (Myron, Μύρων}} fue un historiador griego natural de Priene, que  escribió sobre la primera guerra mesenia, entre la conquista de Anfea y la muerte de Aristodemo de Mesenia. Respecto a la biografía de éste, Pausanias afirma que Riano de Bene es más fiable que Mirón. Continúa diciendo que otras obras suyas «parecen faltas de verdad e inverosímiles».
La época exacta en la que vivió no se puede asegurar, podría ser del segundo cuarto del siglo III a. C.